# Разак, Абдул
Абдул Разак (фр. Abdul Razak; 11 ноября 1992, Буаке, Кот-д’Ивуар) — ивуарийский футболист, полузащитник. Выступал в сборной Кот-д’Ивуара.

## Личная жизнь
Абдул Разак родился в 1992 году в Кот-д’Ивуаре. Воспитанник футбольного клуба «Мимоза» (Кот-д’Ивуар).

## Клубная карьера
Разак присоединился к молодёжной команде «Манчестер Сити» в 2010 году, после ухода из «Кристал Пэлас» в 2008. После дебюта за молодёжку его поджидал сюрприз: выход вместо Давида Сильвы в матче против «Вест Бромвич Альбион». Вскоре после этого он получил первый вызов в сборную Кот-д’Ивуара. Через три дня в матче за молодёжную команду «Манчестер Сити» Разаку была показана прямая красная карточка.
Свой второй матч за «Манчестер Сити» Разак провёл против «Уиган Атлетик», выйдя на замену вместо Яя Туре на 80-й минуте. Первый матч в основе Абдул провёл 21 сентября 2011 года в рамках третьего раунда Кубка Английской лиги против «Бирмингем Сити». Он сыграл 86 минут, прежде чем был заменён Лукой Скапуцци. Матч четвёртого раунда этого соревнования ивуариец также начал в стартовом составе. На 85-й минуте его заменил Джеймс Милнер.
28 октября 2011 года Разак был отдан в аренду «Портсмуту», сроком на один месяц. Он дебютировал в клубе на следующий день, в матче против «Дерби Каунти», проигранном со счётом 3:1. Проведя за месяц три матча, Абдул вернулся в «Манчестер Сити».
17 февраля 2012 года Абдул Разак и Гай Ассулин отправились в аренду в клуб Первой лиги «Брайтон энд Хоув Альбион». 22 февраля Разак дебютировал за «Брайтон» в матче с «Халл Сити». На 77-й минуте его заменил Ассулин. Когда Гари Дикер, основной полузащитник «Брайтона», оправился от травмы, руководство клуба сочло, что игровое время Разака будет крайне ограничено, поэтому ивуариец решил вернуться в стан «горожан».
В сентябре 2012 года «Чарльтон» подписал Абдула Разака на правах трёхмесячной аренды. Однако уже в конце октября «Манчестер Сити» отозвал футболиста из аренды. За два месяца Разак провёл всего 2 матча в составе «Чарльтона», выступающего в Чемпионшипе.
Перед самым закрытием трансферного окна летом 2013 года махачкалинский «Анжи» усилил свой состав Абдулом Разаком. 17 октября 2013 года был подписан полноценный контракт, детали которого неизвестны.
28 января 2014 года главный тренер команды Гаджи Гаджиев объявил, что Аделейе, Демидов и Разак выставлены на трансфер.
30 января 2014 года «молотобойцы» усилили свой состав ивуарийским полузащитником. Однако не проведя ни один матч за новый клуб и не попав ни один раз в заявку Разак покинул клуб. В середине августа 2014 года вместе с бывшим одноклубником о «Анжи» Айоделе Аделейем перебрался в греческий клуб ОФИ из Ираклиона.
В феврале 2016 года Абдул Разак вместе с сомалийцем Исламом Ферузом прибыл на просмотр в казахстанский клуб «Актобе». Но, проведя одну тренировку, игроки внезапно покинули гостиницу, где жила команда. Это вызвало массу саркастических откликов местных пользователей интернета.

## Достижения
«Манчестер Сити»
- Чемпион Англии (1): 2012[3]
- Обладатель Кубка Англии (1): 2010/2011